# Евсимовичи
Евси́мовичи (бел. Яўсімавічы) — деревня в Кобринском районе Брестской области Белоруссии. Входит в состав Буховичского сельсовета.
По данным на 1 января 2016 года население составило 240 человек в 99 домохозяйствах.

## География
Деревня расположена в 14 км к северо-востоку от города и станции Кобрин и 60 км к востоку от Бреста.
На 2012 год площадь населённого пункта составила 1,15 км² (115 га).

## История
Населённый пункт известен с 1707 года как село Евхимовичи. В разное время население составляло:
- 1999 год: 93 хозяйства, 226 человек;
- 2005 год: 96 хозяйств, 230 человек;
- 2009 год: 237 человек;
- 2016 год[2]: 99 хозяйств, 240 человек;
- 2019 год[1]: 195 человек.